# Il re del niente
Il re del niente è il sesto album di Gianluca Grignani, pubblicato nel 2005.

## Descrizione
Ha debuttato in terza posizione nella classifica degli album musicali in Italia e in pochi mesi ha ottenuto il disco di platino.
Il disco è stato pubblicato in due versioni: una standard con 13 tracce e una speciale con 4 bonus track (tra cui il singolo Cammino in centro scritto per Franco Califano) e un codice per ottenere un biglietto omaggio e un secondo biglietto a prezzo ridotto per il concerto di anteprima del tour dell'artista. L'iniziativa mirava a contrastare la pirateria.
In occasione della partecipazione al Festival di Sanremo 2006 è stata pubblicata una nuova edizione dell'album con la canzone sanremese Liberi di sognare.

## Tracce
Testi e musiche di Gianluca Grignani, eccetto dove indicato.
Produttori: Nicolo' Fragile, Massimo Luca, Gianluca Grignani
Edizione originale:
1. Bambina dallo spazio - 3:57
2. 100.000 giorni fa - 3:08
3. Il re del niente - 3:52
4. Arrivi tu - 3:54
5. Un giorno azzurro - 3:54
6. Tu non sai che mi fai - 3:20
7. Sotto la notte viola - 3:15
8. Chi se ne frega - 4:06
9. Tu non dici mai di no - 3:17
10. Una storia infinita - 2:36
11. La terra è un'arancia - 3:39
12. Benvenuto nel gioco - 2:22
13. Che ne sarà di noi - 3:53 (testo: Gianluca Grignani - musica: Andrea Guerra)

Edizione ristampata:
1. Liberi di sognare - 4:03
2. Bambina dallo spazio - 3:57
3. 100.000 giorni fa - 3:08
4. Il re del niente - 3:52
5. Arrivi tu - 3:54
6. Un giorno azzurro - 3:54
7. Tu non sai che mi fai - 3:20
8. Sotto la notte viola - 3:15
9. Chi se ne frega - 4:06
10. Tu non dici mai di no - 3:17
11. Una storia infinita - 2:36
12. La terra è un'arancia - 3:39
13. Benvenuto nel gioco - 2:22
14. Che ne sarà di noi - 3:53 (testo: Gianluca Grignani - musica: Andrea Guerra)

Edizione speciale:
1. Bambina dallo spazio
2. 100.000 giorni fa
3. Il re del niente
4. Arrivi tu
5. Un giorno azzurro
6. Tu non sai che mi fai
7. Sotto la notte viola
8. Chi se ne frega
9. Tu non dici mai di no
10. Una storia infinita
11. La terra è un'arancia
12. Benvenuto nel gioco
13. Che ne sarà di noi
14. Cammino in centro - Demo version
15. Un altro film - Demo version
16. 100.000 giorni fa - Demo version
17. Bambina dallo spazio - Demo version

## Formazione
- Gianluca Grignani – voce, chitarra acustica, chitarra elettrica
- Nicolò Fragile – pianoforte, tastiera
- Massimo Luca – chitarra acustica, chitarra elettrica
- Paolo Costa – basso
- Lele Melotti – batteria
- Alberto Radius – chitarra
- Luca Visigalli – basso
- Gisella Cozzo, Moreno Ferrara – cori

## Classifiche
Classifiche settimanali
| Classifica (2005) | Posizione massima |
| ----------------- | ----------------- |
| Italia            | 3                 |

Classifiche di fine anno
| Classifica (2005) | Posizione |
| ----------------- | --------- |
| Italia            | 88        |